# Ragnar Arvedson
Ragnar Arvedson (4 de diciembre de 1895-2 de octubre de 1973) fue un director, actor, guionista y productor teatral y cinematográfico de nacionalidad sueca.

## Biografía
Nacido en Linköping, Suecia, su nombre completo era Ragnar Arved Arvedson. Antes de dedicarse al teatro, Arvedson estudió en una escuela de arte y en un instituto de comercio. Entre 1914 y 1917 se formó en la escuela del Teatro Dramaten, y posteriormente actuó en teatros de Estocolmo, Gotemburgo y Helsingborg. 
Hizo su debut en el cine como actor, participando en el film rodado en 1920 por Rune Carlsten Bomben.  En total actuó en una cincuentena de producciones cinematográficas. En el año 1935 dirigió su primera película, Kanske en gentleman, rodando cerca de 20 filmes. Además, trabajó en el guion de más de una veintena de películas.  
Ragnar Arvedson falleció en Estocolmo, Suecia, en 1973. Fue enterrado en el Norra begravningsplatsen de esa ciudad.

## Teatro

### Actor
- 1919 : Un marido ideal, de Oscar Wilde, escenografía de Karl Hedberg, Dramaten
- 1919 : Fanvakt, de Otto Rung, escenografía de Tor Hedberg, Dramaten
- 1919 : Äventyret, de Gaston Arman de Caillavet y Robert de Flers, escenografía de Karl Hedberg, Dramaten
- 1920 : Paradsängen, de Gunnar Heiberg, escenografía de Karl Hedberg, Dramaten
- 1923 : Din nästas fästmö, de Adelaide Matthews y Anne Nichols, escenografía de Ernst Eklund, Blancheteatern[2]
- 1923 : Sådan är hon, de Yves Mirande y Alex Madis, escenografía de Tollie Zellman, Djurgårdsteatern[3]
- 1923 : Eliza stannar, de Henry V. Esmond, escenografía de Gösta Ekman, Djurgårdsteatern[4]
- 1923 : Sten Stensson Stéen från Eslöf, de John Wigforss, escenografía de Elis Ellis, Blancheteatern[5]
- 1924 : Grevinnan Lolotte, de Leopold Lipschütz, escenografía de Ernst Eklund, Blancheteatern[6]
- 1924 : Odygdens belöning, de Félix Gandéra y Claude Gevel, escenografía de Karin Swanström, Blancheteatern[7]
- 1925 : Maskopi, de J. E. Harold Terry, escenografía de Rune Carlsten, Djurgårdsteatern[8]
- 1926 : En tillfällig äkta man, de Edward A. Paulton, escenografía de Einar Fröberg, Blancheteatern[9]
- 1927 : Det farliga året, de Rudolf Lothar y Hans Bachwitz, escenografía de Harry Roeck-Hansen, Blancheteatern[10]
- 1927 : Livets gång, de Clemence Dane, escenografía de Harry Roeck-Hansen, Blancheteatern[11]
- 1928 : Gustaf III, de August Strindberg, escenografía de Rune Carlsten, Teatro Oscar[12]
- 1929 : Maya, de Simon Gantillon, escenografía de Harry Roeck-Hansen, Blancheteatern[13]
- 1929 : Hotell Pompadour, de Walter Hackett, escenografía de Harry Roeck-Hansen, Blancheteatern[14]
- 1929 : S.k. kärlek, de Edwin J. Burke, escenografía de Harry Roeck-Hansen, Djurgårdsteatern[15]
- 1929 : Så förtjusande människor, de Michael Arlen, escenografía de Einar Fröberg, Blancheteatern[16]
- 1929 : Skiljas, de Clemence Dane, escenografía de Harry Roeck-Hansen, Blancheteatern[17]
- 1929 : Brevet, de W. Somerset Maugham, escenografía de Harry Roeck-Hansen, Blancheteatern[18]
- 1930 : Ett dubbelliv, de Henri-René Lenormand, escenografía de Harry Roeck-Hansen, Blancheteatern[19]
- 1930 : Den heliga lågan, de W. Somerset Maugham, escenografía de Harry Roeck-Hansen, Blancheteatern[20]
- 1931 : El placer de la honradez, de Luigi Pirandello,  escenografía de Anders de Wahl, gira[21]
- 1931 : Hans nåds testamente, de Hjalmar Bergman, escenografía de Per Lindberg, Vasateatern[22]
- 1931 : Skomakarkaptenen i Köpenick, de Carl Zuckmayer, escenografía de Per Lindberg, Vasateatern[23]
- 1931 : Mammas förflutna, de Paul Osborn, escenografía de Tollie Zellman, Vasateatern[24][25]
- 1932 : Gröna hissen, de Avery Hopwood, escenografía de Gösta Ekman, Vasateatern[26]
- 1932 : Frihetsligan, de Jules Romains, escenografía de Per Lindberg, Vasateatern[27]
- 1932 : Till Hollywood, de George S. Kaufman y Marc Connelly, escenografía de Gösta Ekman, Vasateatern[28][29]
- 1932 : Den farliga vägen, de A.A. Milne, escenografía de Anders de Wahl, gira[30][31]
- 1932 : Urspårad, de Karl Schlüter, escenografía de Svend Gade, Blancheteatern[32]
- 1933 : Fruns båda män, de Félix Gandéra y André Monetzi-Eon, escenografía de Karin Swanström, gira[33]
- 1934 : Domino, de Marcel Achard, escenografía de Per Lindberg, Blancheteatern[34]
- 1935 : Ung kärlek, de Samson Raphaelson, escenografía de Ragnar Arvedson, Konserthusteatern y gira[35]
- 1937 : I kärlek BC, de Ladislaus Bus-Fekete, escenografía de Martha Lundholm, Vasateatern[36]
- 1951 : Ta hand om Amelie, de Georges Feydeau, escenografía de Hjördis Petterson, Intiman[37]
- 1952 : I kväll i Samarkand, de Jacques Deval, escenografía de Per Gerhard, Vasateatern[38]
- 1961 : Oliver!, de Lionel Bart, escenografía de Sven Aage Larsen, Teatro Oscar[39]
- 1963 : Victor eller När barnen tar makten, de Roger Vitrac, escenografía de Mimi Pollak, Dramaten
- 1965 : Don Juan, de Molière, escenografía de  Ingmar Bergman, Dramaten[40]
- 1965 : Yvonne, prinsessa av Bourgogne, de Witold Gombrowicz, escenografía de Alf Sjöberg, Dramaten
- 1967 : Flickan i Montreal, de  Lars Forssell, escenografía de Jackie Söderman, Dramaten
- 1972 : El pato silvestre, de Henrik Ibsen, escenografía de  Ingmar Bergman, Dramaten

### Director
- 1935 : Design for Living, de Noël Coward, Blancheteatern

### Director de escena
- 1930 : Une vie secrete, de Henri-René Lenormand, dirección de Harry Roeck-Hansen, Blancheteatern

## Filmografía

### Cine

#### Actor
- 1920 : De läckra skaldjuren
- 1920 : Gyurkovicsarna
- 1920 : Bomben
- 1920 : Carolina Rediviva
- 1922 : Kärlekens ögon
- 1922 : Det omringade huset
- 1922 : Thomas Graals myndling
- 1923 : Andersson, Pettersson och Lundström
- 1924 : En piga bland pigor
- 1925 : Karl XII
- 1925 : Hennes lilla majestät
- 1925 : Damen med kameliorna
- 1926 : Hon, den enda
- 1927 : Hans engelska fru
- 1927 : Hin och smålänningen
- 1927 : En perfekt gentleman
- 1927 : Ungdom
- 1928 : Synd
- 1928 : Parisiskor
- 1930 : Kronans kavaljerer
- 1930 : Flottans lilla fästmö
- 1930 : För hennes skull
- 1931 : Hotell Paradisets hemlighet
- 1931 : Farornas paradis
- 1931 : Hans Majestät får vänta
- 1936 : Bröllopsresan
- 1943 : Elvira Madigan
- 1944 : Prins Gustaf
- 1945 : 13 stolar
- 1945 : I Roslagens famn
- 1947 : Supé för två
- 1949 : Gatan
- 1949 : Flickan från tredje raden
- 1951 : Frånskild
- 1952 : Under svällande segel
- 1953 : Göingehövdingen
- 1954 : Flicka med melodi
- 1955 : Resa i natten
- 1955 : Giftas
- 1955 : Den underbara lögnen
- 1955 : Flicka i kasern
- 1956 : Ett kungligt äventyr
- 1956 : Skorpan
- 1957 : Far till sol och vår
- 1957 : Räkna med bråk
- 1957 : Mästerdetektiven Blomkvist lever farligt
- 1959 : Lejon på stan
- 1960 : Djävulens öga
- 1960 : På en bänk i en park
- 1961 : Lita på mej, älskling!
- 1966 : Nattlek

#### Director
- 1935 : Kanske en gentleman
- 1936 : Ä' vi gifta?
- 1936 : Spöket på Bragehus
- 1936 : Stackars miljonärer
- 1937 : Lyckliga Vestköping
- 1937 : En sjöman går iland
- 1938 : Kustens glada kavaljerer
- 1938 : Herr Husassistenten
- 1939 : Spöke till salu
- 1940 : Gentleman att hyra
- 1941 : Alla tiders krigare
- 1941 : Så tuktas en äkta man
- 1941 : Ung dam med tur
- 1942 : En sjöman i frack
- 1943 : I dag gifter sig min man
- 1943 : Herre med portfölj
- 1947 : Supé för två
- 1947 : Maj på Malö
- 1949 : Jungfrun på Jungfrusund

#### Guionista
- 1936 : Ä' vi gifta?
- 1936 : Spöket på Bragehus
- 1936 : Stackars miljonärer
- 1937 : Lyckliga Vestköping
- 1938 : En sjöman går iland
- 1938 : Kustens glada kavaljerer
- 1938 : Herr Husassistenten
- 1940 : Gentleman att hyra
- 1942 : Uuteen elämään
- 1942 : En sjöman i frack
- 1943 : Herre med portfölj
- 1945 : Flickorna i Småland
- 1946 : Försök inte med mej
- 1946 : Brita i grosshandlarhuset
- 1946 : Saltstänk och krutgubbar
- 1946 : Hotell Kåkbrinken
- 1947 : Maj på Malö
- 1949 : Jungfrun på Jungfrusund
- 1952 : När syrenerna blomma
- 1955 : Ute blåser sommarvind
- 1955 : Flicka i kasern

### Televisión (actor)
- 1961 : Mr Ernest
- 1961 : Vildanden
- 1962 : Dödens arlekin
- 1963 : Societetshuset
- 1963 : Gertrud
- 1963 : Ett drömspel
- 1964 : Markisinnan
- 1970 : Röda rummet